# Běrezit
Běrezit je sídlo venkovského typu v rámci městského okruhu Jekatěrinburg ve Sverdlovské oblasti.
Rozloha sídla je 0,730 km² a k roku 2010 žilo v sídle 112 obyvatel, z toho 59 mužů a 53 žen.
Převládající národnost (stav k roku 2002) je ruská (93 %).

## Zeměpisná poloha
Nachází se v zalesněné oblasti na východ od pohoří Ural, mezi zalesněnými horskými vrcholy a hřebeny Verch-Isetského horního masivu. Od jihu sídla teče řeka Pyšma. Sídlo se nachází severovýchodně od regionálního centra města Jekatěrinburg. Nejbližšími obcemi je sídlo Sadovyj, sídlo Kozlovskij a město Berjozovskij.

## Stručná historie a infrastruktura
Až do roku 2000 bylo sídlo součástí selsovětu Sadovyj.
Infrastruktura je velmi špatná, chybí: vodovod (obyvatelé využívají studny), kanalizace a plyn. Nachází se zde vesnický klub, poliklinika, pošta a obchod.
Nachází se zde také jezdecký klub Běrezit.

## Doprava
V sídle se nachází stejnojmenná osobní železniční stanice ve směru Jekatěrinburg – Rež. Jezdí zde i městský autobus 56B ale nevede zde asfaltová cesta (jen náhodná lesní cesta). Nedaleko se nachází okruh k objíždění obce Jekatěrinburg (EKAD).